# Єременко Олена Олексіївна
Олена Олексіївна Єременко (рос. Еле́на Алексе́евна Ерёменко; 15 січня 1958 року, Харків, СРСР — 31 липня 2010 року, Київ, Україна) — радянська і українська акторка театру і кіно.

## Біографія і кар'єра
Олена Єременко народилася 15 січня 1958 року в Харкові (СРСР).
У 1979 році закінчила «Харківський інститут мистецтв».
За свою акторську кар'єру грала в чотирьох театрах:
- 1979—1984 рр. — «Сумський театр драми та музичної комедії імені М. С. Щепкіна».
- 1984—1987 рр. — «Київський музично-драматичний театр імені П. К. Саксаганського».
- 1988—1992 рр. — «Київський театр KIH».
- 2000—2003 рр. — «Театр-студія кіноактора Національної кіностудії імені О. П. Довженка».

З 1980-х років знімалася в кіно.
З 1997 року входила до Гільдії кіноакторів України, 2004 входила до Спілки кінематографістів України.
У 2009 році стала доценткою Київського Міжнародного університету (КиМУ), була майстринею курсу акторської майстерні на театральному факультеті.
52-річна Олена Єременко пішла з життя 31 липня 2010 року в Києві. Прощання з акторкою відбулося 3 серпня в Києві о 9:30 ранку.

## Фільмографія
- 1986 — Звинувачується весілля — Дорогожицька
- 1988 — Передай далі... — продавчиня
- 1988 — Бич Божий — буфетниця
- 1989 —  Важко бути богом / Hard to Be a God / Es ist nicht leicht ein Gott zu sein — дівчина в таверні
- 1992 — Що залишилося нам — дружина Тараса Бульби
- 1992 — Тарас Шевченко. Заповіт — Софія Закревська
- 1992 — Птахи з невидимого острова — пані Паучиха
- 1993 — Три ідеальні пари — Ада
- 1995 — Острів любові — Ївга, дружина Охріма, мати Наталки
- 1997 —  Пристрасть — кума
- 1999 — Сьомий перстень чаклунки — фея
- 1999 —  Як гартувалася сталь — Ірина Туманова
- 1999 — Поет і княжна
- 2001 — День народження Буржуя 2 — Жанна
- 2002 — Леді Мер — співробітниця мерії
- 2002 —  Лялька — подруга Діни
- 2003 — Завтра буде завтра — Люба, економка
- 2003 —  Європейський конвой
- 2004 — Повернення Мухтара (три різні ролі)
- 2004 — Попіл Фенікса — Латишева, мати Сергія
- 2004 —  Братство — Єфрозин Петрова
- 2004 — Ігри дорослих дівчаток
- 2005 — Холодильник та інші — дружина генерала
- 2005 — Украдене щастя — вчителька
- 2005 — Право на любов — Марія Сергіївна
- 2005 — Далеко від Сансет-бульвару — гримерка
- 2006 — Різдвяні забави — Казка
- 2006 — Опер Крюк — Анна Леопольдівна
- 2006 —  Все включено — докторка
- 2006 —  Вовчиця — лікарка-гінекологиня
- 2006 — Богдан-Зиновій Хмельницький — пані Остророг
- 2007 — Убити змія — дружина Рюміна
- 2007 — Ситуація 202 — дружина генерала
- 2007 — Розплата за гріхи — Аліна, мати братів Шматових
- 2007 — Здрастуйте Вам! — Маша, подруга Людмили
- 2007 —  Ангел-хранитель — лікарка-гінекологиня Олени
- 2008 — Сила тяжіння — працівниця РАГСу
- 2008 — Рідні люди — Діана
- 2008 —  Король, дама, валет — перукарка
- 2008 — Дурна зірка — вихователька в інтернаті
- 2009 — Лабіринти брехні — Ірина, домробітниця Злотникова
- 2009 —  Загадай бажання — Марія Сергіївна, мати Насті
- 2009 — Доярка з Хацапетівки 2: Виклик долі — співачка Лола
- 2009 — Дві сторони однієї Анни — Тетяна
- 2009 — [Досить грати!] — Ліза
- 2010 —  Віра, Надія, Любов — директорка дитячого будинку